# Lokalbanen LINT
De LINT is een dieselmechanisch motorrijtuig of treinstel van het type Coradia LINT, een zogenaamde lighttrain met lagevloerdeel voor het regionaal personenvervoer van de Deense spoorwegonderneming Lokalbanen (LB).

## Geschiedenis
De LINT is ontworpen door fabrikant Linke-Hofmann-Busch (LHB) uit Salzgitter. Het acroniem LINT staat voor "Leichter Innovativer Nahverkehrstriebwagen". De treinen vervangen bij Lokalbanen oudere treinen van het type Lynette.
In november 2002 besloot Hovedstadens Udviklingsråd (HUR) om nieuw materieel voor de lokale spoorlijnen in noord Seeland te bestellen. Hiervoor werd onder andere gekeken naar de Desiro, die sinds 2001 bij Helsingør-Hornbæk-Gilleleje Banen ingezet werd, en de LINT. In november 2004 werd de keuze voor de LINT gemaakt. Na een afweging om het materieel te kopen of te leasen viel in januari 2005 de keuze op kopen. Op 3 februari 2005 werd de order voor 27 treinstellen bij Alstom Transport Deutschland LHB te Salzgitter geplaatst. Van 2006 tot 2007 werden de stellen LB 101/201 - LB 127/227 geleverd.
Bij de overgang van de voormalige Østbanen van Lokalbanen naar Regionstog werden ook twee LINT stellen, de LB 101/201 en LB 102/202, door Regionstog overgenomen. Lokalbanen beschikt sindsdien over de 25 stellen LB 103/203 - LB 127/227.

## Constructie en techniek
Het treinstel is opgebouwd uit een aluminium frame met een frontdeel van GVK. Typerend aan dit treinstel is de grote voorruit boven de Scharfenbergkoppeling. De treinen werden geleverd als tweedelig dieseltreinstel met mechanische transmissie. De trein heeft een lagevloerdeel. Deze treinen kunnen tot drie stuks gecombineerd rijden. De treinen zijn uitgerust met luchtvering.

## Treindiensten
De treinen worden door de Lokalbanen ingezet op de volgende trajecten:
- Frederiksværkbanen: Hillerød - Frederiksværk - Hundested
- Gribskovbanen: Hillerød - Kagerup - Tisvildeleje / Gilleleje
- Hornbækbanen: Helsingør - Gilleleje
- Lille Nord: Hillerød - Snekkersten - Helsingør

Diesel: RegioSprinter · Lint